# Idiocerus unicolor
Idiocerus unicolor är en insektsart som beskrevs av Hamilton 1980. Idiocerus unicolor ingår i släktet Idiocerus och familjen dvärgstritar. Inga underarter finns listade i Catalogue of Life.